# Ennio
Ennio  è un nome proprio di persona italiano maschile.

## Varianti
- Maschili: Enio[1]
- Femminili: Ennia[1][2]

### Varianti in altre lingue
- Latino: Ennius[1][3]

## Origine e diffusione
Nome dalla buona diffusione, ripreso durante il Rinascimento dal cognomen e poi nome personale latino Ennius, la cui origine è ignota. La sua diffusione è dovuta principalmente alla fama del poeta epico e tragico Quinto Ennio.

## Onomastico
Non esiste alcun santo con questo nome, che quindi è adespota; l'onomastico si può festeggiare, dunque, il 1º novembre per la festa di Ognissanti.

## Persone

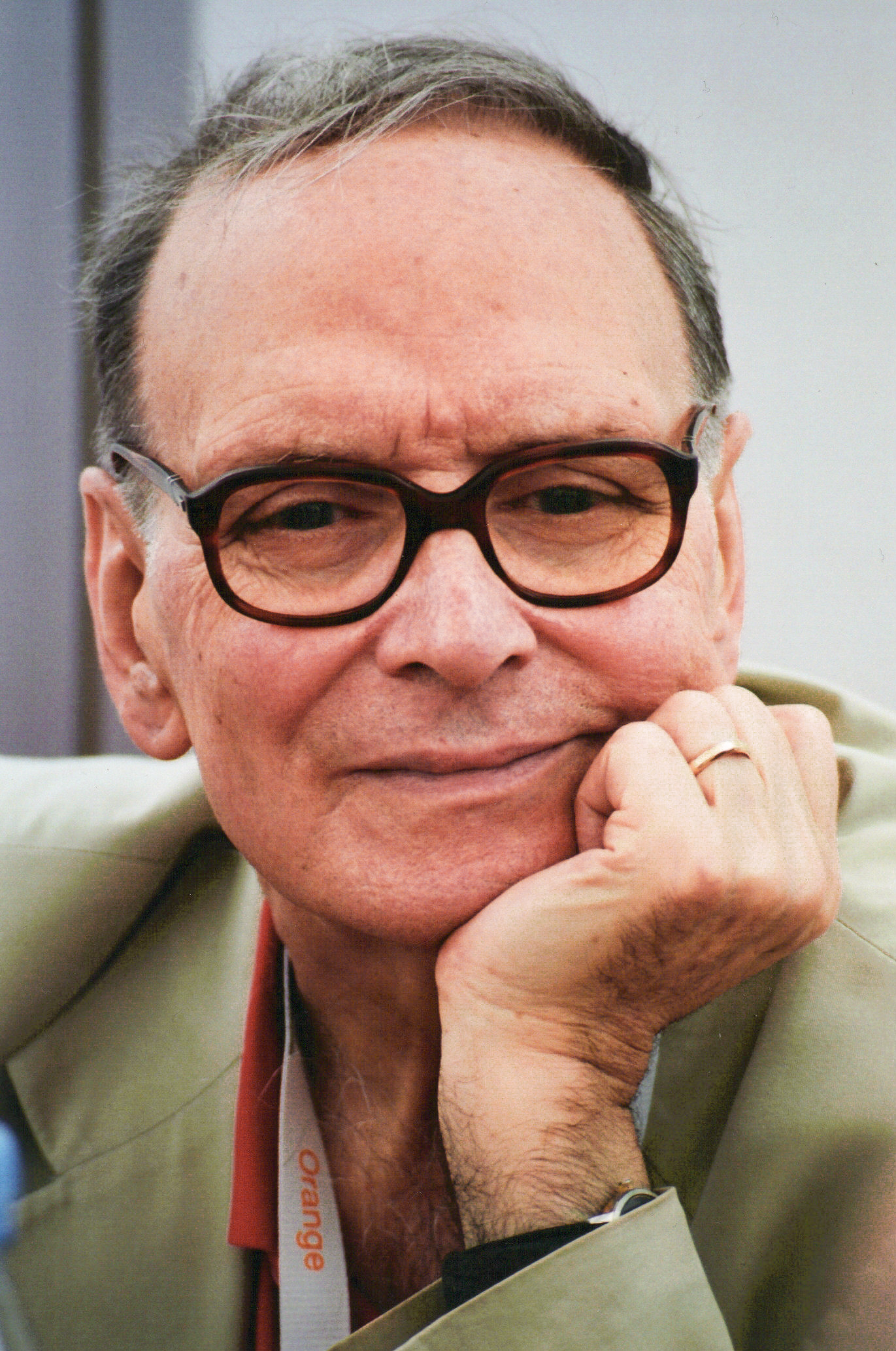
Ennio Morricone

- Quinto Ennio, poeta, drammaturgo e scrittore latino
- Ennio Antonelli, attore e pugile italiano
- Ennio Antonelli, cardinale italiano
- Ennio Cerlesi, attore, regista e doppiatore italiano
- Ennio Coltorti, attore, doppiatore e regista teatrale italiano
- Ennio De Giorgi, matematico italiano
- Ennio Fantastichini, attore italiano
- Ennio Flaiano, sceneggiatore, scrittore, giornalista, umorista, critico cinematografico e drammaturgo italiano
- Ennio Morricone, compositore, musicista e direttore d'orchestra italiano
- Ennio Presutti, imprenditore italiano
- Ennio Rega, cantautore, compositore e attore italiano
- Ennio Tardini, dirigente sportivo italiano
- Ennio Quirino Visconti, archeologo e politico italiano

## Il nome nell'arte
- Ennio Storto è il protagonista del film del 2023 Il migliore dei mondi, diretto e interpretato da Maccio Capatonda.